# Protoerigone otagoa
Protoerigone otagoa är en spindelart som beskrevs av A. David Blest 1979. Protoerigone otagoa ingår i släktet Protoerigone och familjen täckvävarspindlar. Inga underarter finns listade i Catalogue of Life.